# A Case of You

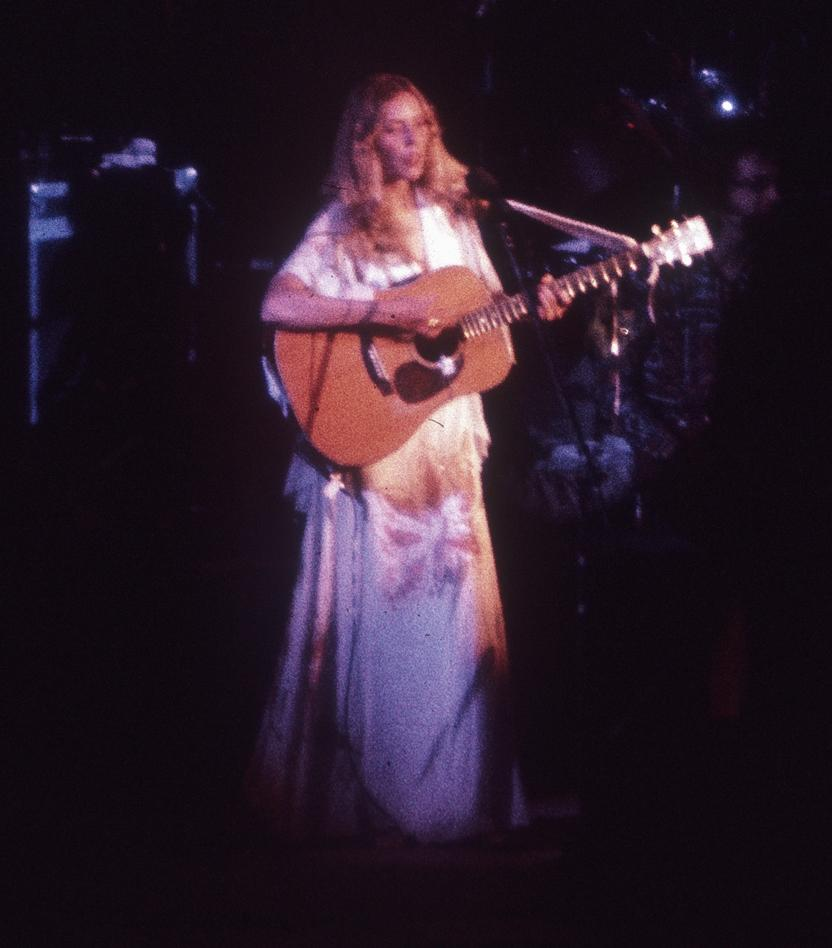
En esta imagen se muestra a la cantante Joni Mitchell cantando la canción A Case of You

«A Case of You» es una canción compuesta e interpretada por Joni Mitchell, de su álbum Blue de 1971. Es una de sus canciones más conocidas y representativas de su estilo.

## Composición y grabación
Mitchell escribió "A Case of You" en 1970. Interpretó la canción en el Concierto a beneficio de Greenpeace de Amchitka en octubre de 1970. Grabó la canción en 1971, y fue publicada en 1971 en el álbum Blue con Mitchell tocando un dulcémele de los Apalaches, acompañada por James Taylor en la guitarra acústica.
Las interpretaciones públicas más tempranas de la canción contienen seis líneas con referencias náuticas, que había cambiado cuando la grabó en Blue. La línea " Soy tan constante como la estrella del norte" es una alusión a la misma frase de César del drama de Shakespeare, Julio Cesar.
"A case of You" fue también publicada como el cara B del sencillo "California".

## Interpretaciones y registros adicionales
Mitchell más tarde regrabó la canción para su álbum en vivo Miles of Aisles (1974), así como en su álbum orquestal Both Sides Now (2000).
Interpretó la canción regularmente en su gira de 1983.
El registro original fue incluido en su recopilación Misses (1996).

## Premios
En 2011 Mitchell fue votada como Núm. 1, Artista femenina y "A Case of You" como Núm. 1, Canción femenina por los oyentes del programa Desert Island Discs de Radio BBC 4.

## Versiones
La banda Sloan versionó la canción en1992 en su álbum de tributo Back to the Garden; la versión fue publicada como sencillo.
Tori Amos versionó la canción como cara B para el sencillo del Reino Unido, "Cornflake Girl" en 1994.
Prince tocó la canción durante su carrera. La tocó en 1983 durante la actuaciones en el club First Avenue, donde fueron grabadas algunas pistas del álbum de Purple Rain. Grabó una versión, retitulada "A Case of U", para su álbum One Nite Alone de 2002. Su versión fue también incluida en el álbum de tributo Un Tributo a Joni Mitchell de 2007.
Jane Monheit versionó la canción en 2001 para su álbum Come Dream with Me.
Diana Krall interpretó la canción en 2001 en su álbum Live in París.
Michelle Branch versionó la canción para el álbum de versiones de 2009, Covered, A Revolution in Sound.
En 2012 la cantante portuguesa Ana Moura grabó una impresionante versión de la canción para su álbum Desfado.
En 2014 el cantautor inglés Gabrielle Aplin grabó una versión para su EP Lluvia inglesa.
"A Case of You" también ha sido interpretada por Allison Crowe, Brian Kennedy, K.D. Lang, Lyn Paul, Caroline Lavelle, Kate Earl, Cristina Branco, Julia Murney, Javier, Philip Morrow, Down Langstroth (en Highwire), Nancy Wilson, James Blake, Aaron Tveit, Ann Hampton Callaway, Patricia Barber y Jonathan Groff, entre otros.
El cantautor inglés James Blake hizo una versión de la canción de Mitchell para su EP Enough Thunder (2011).